# Papilio pelodurus
Espèce
Papilio pelodurus est une espèce de lépidoptères (papillons) de la famille des Papilionidae. Cette espèce est présente en Afrique de l'Est.

## Systématique
L'espèce Papilio pelodurus a été décrite pour la première fois en 1896 par l'entomologiste Arthur Gardiner Butler dans Proceedings of the general meetings for scientific business of the Zoological Society of London.